# Inge Keller

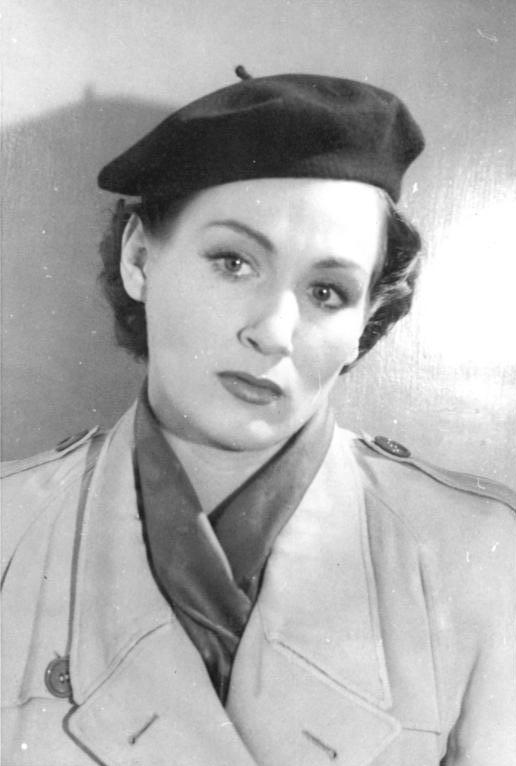
Inge Keller en 1950

Inge Keller (15 de diciembre de 1923 – 6 de febrero de 2017) fue una actriz teatral y cinematográfica cuya carrera artística se prolongó durante siete décadas. Fue una de las intérpretes más destacadas de la antigua República Democrática de Alemania. Thomas Langhoff decía de ella que era "quizás la actriz de mayor fama de la RDA—una estrella", y el reportero de Deutschlandradio Kultur decía que era "una leyenda teatral".
Internationalmente, Keller fue conocida por su retrato de Lilly Wust en la película nominada al Globo de Oro a la mejor película en lengua no inglesa Aimée y Jaguar. Fue ganadora del Premio a la Mejor Actriz de Reparto en el 36.º Festival Internacional de Cine de Antalya por su trabajo en el film Lola und Bilidikid.
En 2006 Keller recibió la Orden del Mérito de Berlín, de manos del alcalde berlinés Klaus Wowereit.

## Biografía

### Inicios
Nacida en el seno de una familia acomodada en Berlín, Alemania, su padre era propietario de una cantera, y su madre era hija de un industrial. Tenía una hermana mayor y un hermano más joven. Keller empezó a estudiar actuación por capricho, siguiendo la recomendación de una amistad, a lo cual no puso objeción su familia.
Ella debutó en el Teatro de Kurfürstendamm el 18 de noviembre de 1942. En 1943 fue miembro del reparto del State Theater de Freiberg, pasando en 1944 al Theater Chemnitz. Al igual que otros teatros de la Alemania Nazi, el segundo cerró el 1 de septiembre de 1944, cuando Joseph Goebbels decidió "extender la guerra total a la esfera cultural". Keller perdió su estatus como actriz (como sucedió con otros artistas no incluidos en la Gottbegnadeten-Liste) y fue llamada para trabajar en el Reichsarbeitsdienst. Para evitar el reclutamiento pasó por un matrimonio de conveniencia, divorciándose poco después

### Carrera
Finalizada la Segunda Guerra Mundial, Keller volvió a actuar en Freiberg, entonces en zona ocupada por la Unión Soviética, permaneciendo allí hasta el año 1947. En 1948 pasó al Teatro Hebbel, en Kreuzberg, Berlín Oeste. Poco después, el director Boleslaw Barlog quedó impresionado por ella y la aceptó en el Schlosspark Theater de Steglitz, donde obtuvo su primer gran papel, el de Waltraut 'Pützchen' von Mohrungen en Des Teufels General. Ella interpretó el personaje en un total de 250 representaciones. En esos teatros también encarnó con frecuencia al personaje de Inge Ruoff en la pieza de Friedrich Wolf Professor Mamlock. Al mismo tiempo, ella inició una relación sentimental con Karl-Eduard von Schnitzler, al que siguió a Berlín Este en 1950. Allí ingresó en el Deutsches Theater, en el cual actuó por vez primera el 23 de diciembre de 1950, formando parte del elenco de ese teatro durante cincuenta años.

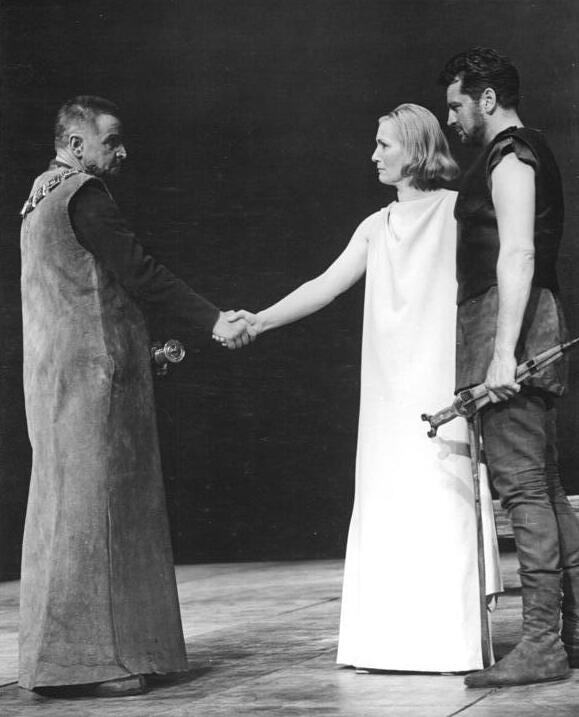
Keller como Ifigenia en un ensayo el 2 de octubre de 1963, dos días antes del estrenoa

Ella y von Schnitzler se casaron en 1952, pero se divorciaron en 1956; tuvieron una hija, Barbara, que también fue actriz. Ese mismo año, Keller entró en el Consejo Nacional del Frente Nacional de la República Democrática Alemana.
A lo largo de su extensa carrera en el Deutsches Theater, ella hizo una gran variedad de papeles. En 1952 fue por vez primera Eliza Doolittle en la pieza de George Bernard Shaw Pigmalión, bajo la dirección de Rudolf Noelte. En total, Keller fue Doolittle en 472 representaciones. En 1953 fue Emilia en la producción que llevó a cabo Wolfgang Heinz de Otelo, con Ernst Busch en el papel de Yago. Otros papeles fueron el de Gonerilda en El rey Lear (1957, con dirección de Wolfgang Langhoff) y Masha en Las tres hermanas (1958).
Además del teatro, Keller fue también actriz cinematográfica y televisiva, con un primer destacado papel en la película de Kurt Maetzig de 1950 film Der Rat der Götter.
El 30 de marzo de 1960 Keller recibió el Premio de las Artes de la República Democrática de Alemania. El 6 de octubre de 1961 le otorgaron el Premio Nacional de la RDA, categoría I, por su participación en la miniserie televisiva Gewissen in Aufruhr, en la cual actuó junto a Erwin Geschonneck.
El 4 de octubre de 1963 hizo por vez primera, el que fue descrito como "el papel de su vida", el del título en Iphigenia in Tauris, última producción de Langhoff antes de fallecer.
En 1977 volvió a recibir el Premio Nacional. El 24 de abril de 1981 hizo por vez primera otro de sus más destacados papeles, el de Julie en Dantons Tod. El 18 de noviembre de 1983 fue Mrs. Alving en el estreno en Berlín Este de Espectros, otro de sus principales papeles de esa década, trabajando en la obra con Ulrich Mühe.

### Últimos años
En 1999 fue Lilly Wust en la película nominada al Globo de Oro a la mejor película en lengua no inglesa Aimée y Jaguar. Además, ganó el Premio a la mejor actriz de reparto en el 36.º Festival Internacional de Cine de Antalya por su trabajo en el film Lola und Bilidikid. En el año 2000 recibió el Premio Caroline Neuber de la ciudad de Leipzig por su carrera teatral, cinematográfica y televisiva. El 23 de julio de 2000 actuó por última vez en el Deutsches Theater, interpretando el monólogo de Elisabeth Matrei en la obra de Ingeborg Bachmann Three Ways to the Lake. Después pasó a ser miembro honoraria del teatro.

### Muerte
Inge Keller falleció mientras dormía en una residencia en Berlín el 6 de febrero de 2017, a los 93 años de edad. Fue enterrada en el Cementerio de Dorotheenstädt.

## Filmografía (selección)
- 1949 : Quartett zu fünft
- 1950 : Der Rat der Götter
- 1951 : Die letzte Heuer
- 1951 : Zugverkehr unregelmäßig
- 1959 : Maria Stuart (telefilm)
- 1960 : Das Leben beginnt
- 1961 : Gewissen in Aufruhr (miniserie TV)
- 1963 : Jetzt und in der Stunde meines Todes
- 1964 : Wolf unter Wölfen (miniserie TV)
- 1965 : Karla
- 1966 : Der kleine Prinz (telefilm)
- 1967 : Kleiner Mann, was nun? (telefilm)
- 1967 : Frau Venus und ihr Teufel
- 1967 : Geschichten jener Nacht (segmento 2)
- 1967 : Kater Lampe (telefilm)
- 1969 : Nebelnacht
- 1970 : Junge Frau von 1914 (telefilm)
- 1970 : Unterwegs zu Lenin
- 1970 : Fisch zu viert (telefilm)
- 1973 : Die Brüder Lautensack (miniserie TV)
- 1976 : Leben und Tod Richard III (telefilm)
- 1980 : Die Verlobte
- 1984 : Ärztinnen
- 1986 : Weihnachtsgeschichten (telefilm)
- 1986 : Ein idealer Gatte (telefilm)
- 1990 : Marie Grubbe (telefilm)
- 1999 : Aimée y Jaguar
- 1999 : Lola und Bilidikid
- 2003 : Alles Samba (telefilm)
- 2003 : Wilsberg (serie TV), episodio Tod einer Hostess
- 2008 : Donna Leon (serie TV), episodio Die dunkle Stunde der Serenissima
- 2012 : Das Kindermädchen (telefilm)

## Teatro

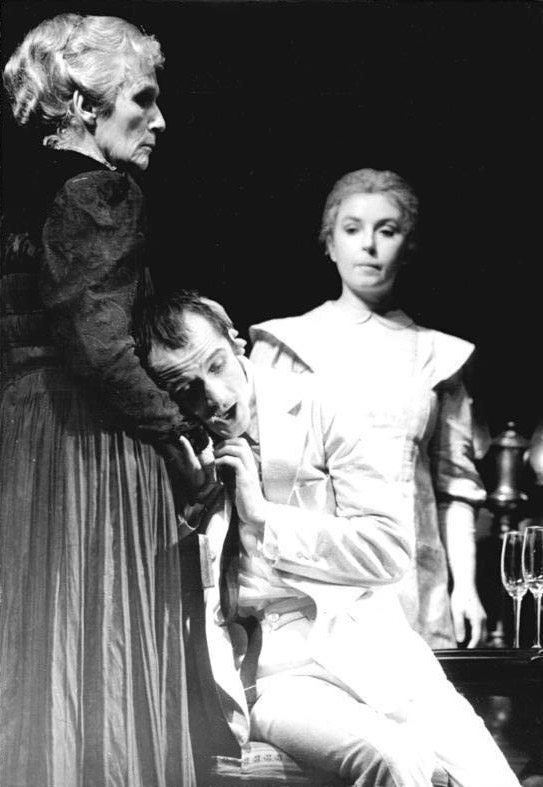
Inge Keller (lzq.) con Ulrich Mühe y Simone von Zglinicki en el drama de Ibsen Gespenster (1983)

- 1948 : J. Deval – Wir armen Erdenbürger, Schlosspark Theater Berlin
- 1948 : Carl Zuckmayer – Des Teufels General, Schlosspark Theater Berlin
- 1948 : Hermann Bahr – Das Konzert]], Teatro Hebbel Berlin
- 1949 : Günther Weisenborn – Die Ballade vom Eulenspiegel, vom Federle und …, Teatro Hebbel Berlin
- 1950 : Arthur Miller – Muerte de un viajante, Teatro Hebbel Berlín
- 1950 : Clifford Odets – Golden Boy, Deutsches Theater Berlin
- 1950 : Carl Sternheim –1913, (dirección de Günther Haenel), Deutsches Theater Berlin
- 1951 : A. Kornjetschuk – Chirurg, Deutsches Theater Berlin
- 1952 : Friedrich Schiller – Don Carlos, (dirección de Wolfgang Langhoff), Deutsches Theater Berlin
- 1952 : George Bernard Shaw – Pigmalión, (dirección de Rudolf Noelte), Deutsches Theater Berlin
- 1952 : J. Burjakowski – Julius Fucik, Deutsches Theater Berlin
- 1953 : William Shakespeare – Otelo, Deutsches Theater Berlin
- 1954 : G. B. Shaw – Androklus und der Löwe, Deutsches Theater Berlin
- 1954 : Máximo Gorki – Ssomow und andere, (dirección de Wolfgang Heinz), Deutsches Theater Berlin
- 1954 : W. Shakespeare – Mucho ruido y pocas nueces, Deutsches Theater Berlin
- 1955 : Gerhart Hauptmann – Vor Sonnenuntergang, (dirección de Wolfgang Heinz), Deutsches Theater Berlin
- 1956 : Nâzım Hikmet – Legende von der Liebe, Deutsches Theater Berlin
- 1956 : Lillian Hellman – Die kleinen Füchse, (dirección de Wolfgang Heinz), Deutsches Theater Berlin
- 1957 : W. Shakespeare – El rey Lear , (dirección de Wolfgang Langhoff), Deutsches Theater Berlin
- 1958 : Lope de Vega – Fuenteovejuna, Deutsches Theater Berlin
- 1958 : Antón Chéjov – Las tres hermanas, (dirección de Heinz Hilpert), Deutsches Theater Berlin
- 1958 : Erich Maria Remarque – Die letzte Station, (dirección de Emil Stöhr), Deutsches Theater Berlin
- 1959 : M. Gorki – Sommergäste, (dirección de Wolfgang Heinz), Deutsches Theater Berlin
- 1962 : George Bernard Shaw – Haus Herzenstod, (dirección de Wolfgang Langhoff), Deutsches Theater Berlin
- 1962 : F. Schiller – Wilhelm Tell, Deutsches Theater Berlin
- 1963 : Johann Wolfgang von Goethe – Iphigenie auf Tauris, (dirección de Wolfgang Langhoff), Deutsches Theater Berlin
- 1964 : Molière – Tartufo, (dirección de Emil Stöhr), Deutsches Theater Berlin
- 1964 : G. B. Shaw –Die Millionärin, Deutsches Theater Berlin
- 1965 : Jean Bruller – Zoo oder der menschenfreundliche Mörder, (dirección de Boyan Danovski), Deutsches Theater Berlin
- 1967 : Máximo Gorki – Feinde, (dirección de Wolfgang Heinz), Deutsches Theater Berlin
- 1967 : Horst Salomon – Ein Lorbaß, (dirección de Benno Besson), Deutsches Theater Berlin
- 1968 : C. Sternheim – Die Kassette, Deutsches Theater Berlin
- 1969 : M. Braun – Die Troerinnen, (dirección de Wolfgang Heinz), Deutsches Theater Berlin
- 1972 : Shakespeare – Leben und Tod König Richard III, Deutsches Theater Berlin
- 1975 : Henrik Ibsen – Un enemigo del pueblo, (dirección de Klaus Erforth/Alexander Stillmark), Deutsches Theater Berlin
- 1977 : G. Hauptmann –Die Ratten, Deutsches Theater Berlin
- 1980 : Federico García Lorca – La casa de Bernarda Alba, (dirección de Piet Drescher), Deutsches Theater Berlin)
- 1981 : Georg Büchner – Dantons Tod, (dirección de Alexander Lang), Deutsches Theater Berlin
- 1982 : Heinrich Mann –  Die traurige Geschichte von Friedrich dem Großen, Deutsches Theater Berlin
- 1982 : Mijaíl Bulgákov – Die Verschwörung der Heuchler, (dirección de Thomas Langhoff), Palacio de la República
- 1983 : H. Ibsen – Espectros, Deutsches Theater Berlin
- 1984 : Ben Jonson – Volpone, Theater im Palast
- 1985 : F. Schiller – Wallenstein, Deutsches Theater Berlin
- 1986 : Thomas Bernhard – Vor dem Ruhestand, Deutsches Theater Berlin
- 1987 : Iván Turguénev – Ein Monat auf dem Lande, Deutsches Theater Berlin
- 1992 : Peter Shaffer – Laura und Lotte, Deutsches Theater Berlin
- 2005 : Johann Wolfgang von Goethe – Fausto, (dirección de Michael Thalheimer), Deutsches Theater Berlin
- 2009 : William Shakespeare – Shakespeares Sonette, (dirección de Robert Wilson), Berliner Ensemble

## Radio
- 1951 : Karl-Georg Egel: Einer von unseren Tagen, dirección de Gottfried Herrmann (Berliner Rundfunk)
- 1951 : Maximilian Scheer: „Todeshandel“ oder „Mut zur Freiheit“, dirección de Werner Stewe (Berliner Rundfunk)
- 1951 : Albert Maltz: Die Nächte enden, dirección de Werner Stewe (Berliner Rundfunk)
- 1951 : Oleksandr Kornijtschuk: Der Chirurg, dirección de Werner Stewe (Berliner Rundfunk)
- 1952 : Howard Fast: 30 Silberlinge, dirección de Günther Rücker (Berliner Rundfunk)
- 1953 : Günther Rücker: Drachen über den Zelten, dirección de Günther Rücker (Berliner Rundfunk)
- 1953 : Maximilian Scheer: Die Rosenbergs, dirección de Maximilian Scheer (Berliner Rundfunk)
- 1958 : Henrik Ibsen: Stützen der Gesellschaft, dirección de Herwart Grosse (Rundfunk der DDR)
- 1959 : Rolf Schneider: Zimmer 112, dirección de Theodor Popp (Rundfunk der DDR)
- 1959 : Karlernst Ziem/René Ziem: Der Fall Dinah Furner, dirección de Werner Grunow (Rundfunk der DDR)
- 1960 : Rolf Schneider: Affären, dirección de Werner Stewe (Rundfunk der DDR)
- 1960 : Axel Kielland: Einer sagt nein, dirección de Wolfgang Brunecker (Rundfunk der DDR)
- 1961 : Stefan Scherpner: Erhebungen im Fall Engelfried, dirección de Edgar Kaufmann (Rundfunk der DDR)
- 1970 : Günther Rücker: Das Modell, dirección de Günther Rücker (Rundfunk der DDR)
- 1971 : Heinrich Mann: Die Jugend des Königs Henri Quatre, dirección de Fritz Göhler (Rundfunk der DDR)
- 1971 : Hans-Jörg Dost: Passio Camilo, dirección de Barbara Plensat/Detlef Kurzweg (Rundfunk der DDR)
- 1976 : Günter Kunert: Ein anderer K., dirección de Horst Liepach (Rundfunk der DDR)
- 1977 : Samuil Marshak: Das Katzenhaus, dirección de Jürgen Schmidt (sello Litera)
- 1979 : Alberto Molina: Beerdigung unter Bewachung, dirección de Fritz Göhler (Rundfunk der DDR)
- 1981 : Peter Hacks: Ein Gespräch im Hause Stein über den abwesenden Herrn von Goethe, dirección de Werner Grunow (Rundfunk der DDR)
- 1982 : Valentín Rasputin: Matjora, dirección de Fritz Göhler (Rundfunk der DDR)
- 2002 : Marianne Weil/Stefan Dutt: Legionäre, Guerilleros, Saboteure, dirección de Marianne Weil/Stefan Dutt (Deutschlandradio)

## Premios

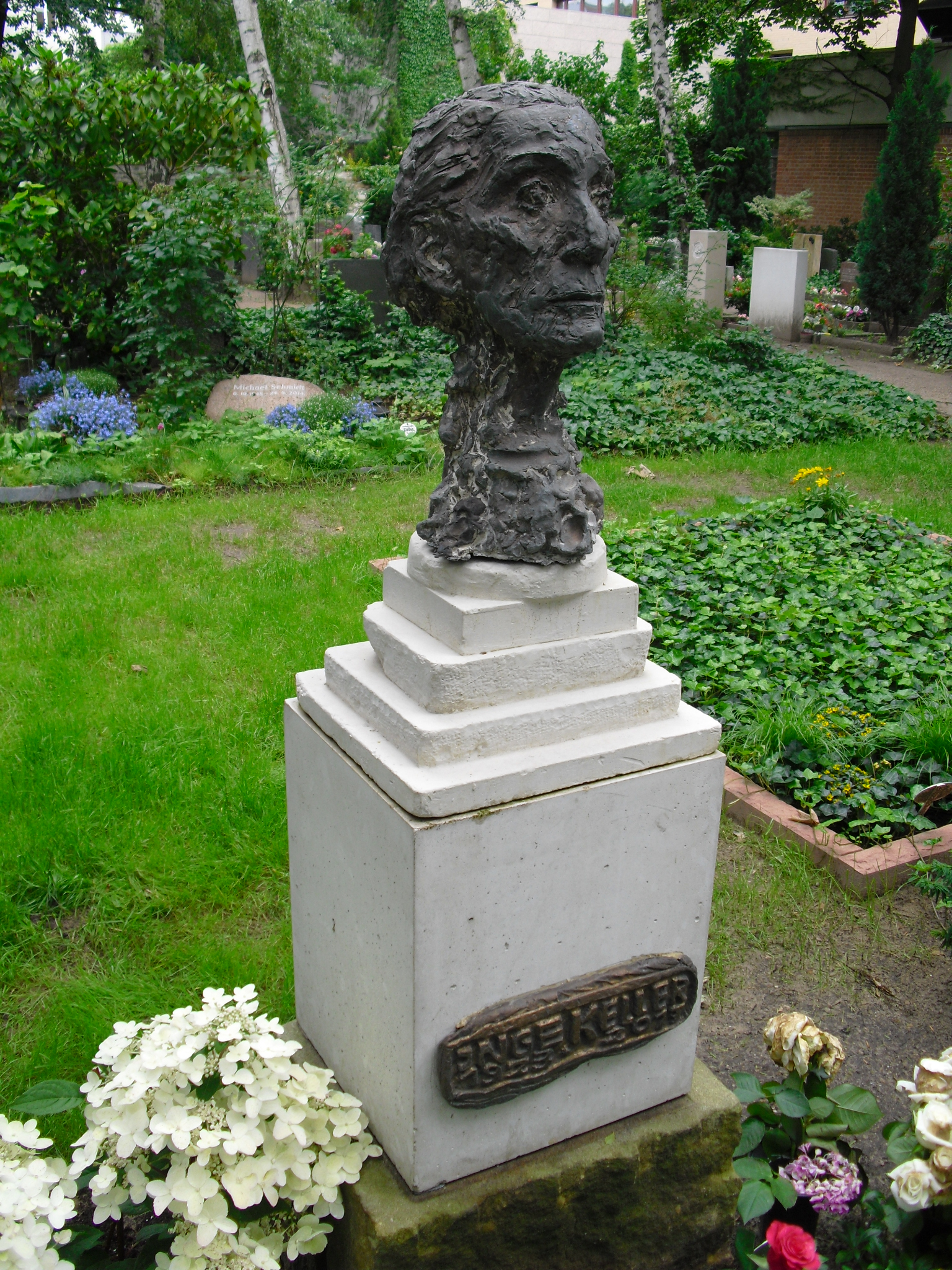
Tumba en el Cementerio de Dorotheenstadt

Inge Keller fue nombrada miembro honorario del Deutschen Theaters Berlin
- 1960 : Premio de las Artes de la RDA
- 1961 : Premio Nacional de la RDA, Categoría I, de las Artes y la Literatura
- 1965 : Laurel de Plata por su trabajo televisivo en la RDA
- 1977 : Premio Nacional de la RDA, Categoría II, de las Artes y la Literatura
- 1981 : Medalla Johannes R. Becher
- 1984 : Premio en el tercer festival de largometrajes de la RDA
- 1984 : Orden Patriótica del Mérito en Oro
- 1985 : Premio de la crítica cinematográfica y televisiva de la RDA
- 2006 : El 1 de octubre de 2006, Keller recibió la Orden del Mérito de Berlín, concedida por el alcalde Klaus Wowereit[21]
- 2013 : Premio Teatral Der Faust a su trayectoria